# Милли-комитет
Дагестанский областной мусульманский национальный комитет или Милли-комитет (буквально: «национальный комитет») — дагестанская общественно-политическая организация, существовавшая в послереволюционные годы. Созданная в Темир-Хан-Шуре в 1917 году по инициативе видных общественных деятелей и духовных лидеров Дагестана. Идеология и политическая стратегия организации определялись оппозиционно настроенной к социалистической группе частью интеллигенции. Во время Гражданской войны в России, наравне с «Джамиятуль-Исламие» («Общество ислама») и «Джамиятуль-Улама» («Общество ученых-алимов»), активно принимали участие в борьбе за политическую власть.  Милликомитеты активно работали в городах Темир-Хан-Шуре и Дербенте, в окружных центрах Кази-Кумухе, Гунибе и в некоторых населённых пунктах – Ахты, Акуша и других.

## Предыстория и основание комитета
Во второй половине XIX века под влиянием реформирования судебной системы в Российской империи, целью и результатом которой явился переход от сословного суда к бессословному и гласному. В качестве руководящего принципа при составлении проекта кавказской судебной реформы признавалась необходимость согласования основных положений общероссийского законодательства с нормами адата и шариата в целях постепенного распространения на край законов империи. Опубликованные судебные уставы от 20 ноября 1864 г. для Кавказского края в целом и для Дагестана в частности допускали в распространение их действия на местах с некоторыми отступлениями от общероссийского порядка судоустройства и судопроизводства, обусловленными местными особенностями. Проводя судебно-административные реформы, царское правительство не до конца доверяло сельскому суду и членам управления, строго следило за их деятельностью и держало их под контролем.
Государство в данный исторический период, не всегда применяя допустимые средства и методы, неоднократно активно вторгалось в сферу религиозной деятельности духовенства, пыталось вытеснить религиозные объединения в частную сферу.
Тем не менее идеологическая сфера дореволюционного Дагестана испытывала на себе определенное влияние религии, и особенно оно проявлялось в области судопроизводства. Однако после революционных событий в Дагестане в начале 1917 года духовенство, наряду с местной буржуазией, интеллигенцией и беками, стало наиболее влиятельной силой и весьма активно включилось в политическую борьбу. Все это отражало расстановку политических сил в области. В начале апреля 1917 года в Темир-Хан-Шуре было образовано общество исламистов (Джамиат-уль-Исламие), на основе которого в июле был создан Дагестанский областной мусульманский национальный комитет (Милли-комитет), который в своей деятельности руководствовался идеями и пожеланиями дагестанского духовенства. Председателем комитета в начале его организации был избран М.-К. Дибиров, затем его сменил Арацхан Хаджи-Мурад, которого сменил Д. Апашев, оставшийся на данном посту до ликвидации комитета.  Заместителями временного Дагестанского национального комитета были избраны М.-М. Мавраев и бывший социал-демократ С. Куваршалов. В его состав в основном вошли беки, князья, муллы, хаджии, кадии, дибиры, алимы и офицеры.

## Цели деятельности организации
Цели Дагестанского национального комитета вначале были следующими: 1) быть посредником между народом и властями, разъяснять народу новвоведения и доводить до властей чаяния народа; 2) при уходе из Дагестана русских войск предупреждать столкновения между этими войсками и населением; 3) информировать народ о будущем России и о выборах в Учредительное собрание; 4) неуклонно развивать национальную культуру и разрабатывать необходимые в этом отношении мероприятия, обращаясь за содействием к высшим органам власти в Дагестане.
М.-К. Дибиров, являвшийся вначале председателем данного комитета, признавал, что «хотя первоначальная цель Национального Комитета заключалась» в перечисленных четырех пунктах, «впоследствии он стал вмешиваться в политические дела».
Таким образом, в августе-сентябре 1917 года социалистическому по своему составу Облисполкому стал противостоять Милликомитет. Алибек Тахо-Годи писал о «Милликомитете», что эта организация обладала «не меньшими функциями, чем Исполком. Разница разве была в том, что Исполком должен был заниматься всеми вопросами, которые до него доходили, а Национальный комитет занимался только теми, какие его интересовали. Или ещё: Исполком не имел никакой реальной силы, а Национальный комитет опирался на силу „национальной“ милиции».

## Распад Российской империииОктябрьский переворот
Представители мусульманской духовной элиты Дагестана первыми выразили своё отношение к Октябрьскому перевороту в Петрограде. На съезде, состоявшемся 30 октября 1917 года (по старому стилю) в Темир-Хан-Шуре Дагестанский Милликомитет (национальный комитет, созданный в июле 1917 г.) объявил большевикам газават.  Таким образом, в мае-августе 1918 года в Дагестане сосуществовали органы советской власти, Дагестанского мусульманского областного национального комитета (милли-комитета) и других политических организаций.
Образовалась сложная политическая конфигурация двоевластия. Под влиянием большевистской агитации в некоторых аулах начались самочинные захваты чужих земель, что привело к конфликтным ситуациям. Чтобы предотвратить вооружённые конфликты, создавались комиссии примирителей (маслагатчиков) из числа представителей мусульманского духовенства.
Например, когда подобная конфликтная ситуация возникла в селении Хулисма Кази-Кумухского округа, окружной Милликомитет послал в это селение вооружённый отряд и авторитетную комиссию в составе учёных-алимов и кадиев. Комиссия созвала джамаат селения, где на обсуждение был поставлен вопрос о правомерности насильственных захватов чужой собственности.
В разгул революционной анархии особо остро вставал вопрос о соблюдении судами норм шариата. Как одна из влиятельных общественных организаций в Дагестане в период от февраля до октября 1917 г., Милликомитет был инициатором проведения данного референдума. В результате многие общества (джамааты) высказались за решение всяких дел исключительно на основе шариата.